# Nir David
Nir David (נִיר דָּוִד Nīr Dawid, deutsch ‚Neuland, neu gebrochenes Ackerland Davids [Wolffsohn]‘) und vor 1940 Tel ʿAmal (תֵל עָמָל Tel ʿAmal, deutsch ‚Hügel der Mühe‘; beide Namen sind gebräuchlich) ist ein Kibbuz im Nordbezirk Israels westlich von Beit Scheʾan am Fuß der Gilboaberge. Der Kibbuz hatte Ende 2018 708 Einwohner. Der Kibbuz gehört zum Regionalverband ʿEmeq ha-Maʿejanot.

## Geschichte
Heute handelt es sich deswegen um einen der bekannteren Kibbuzim, weil er die zweite jüdische Siedlung in Palästina war, die als so genannte „Turm-und-Palisaden-Siedlung“ gegründet wurde, nur drei Tage nach der ersten, Kfar Chittim. Am 10. Dezember 1936 entstand sie innerhalb eines Tages aus vorgefertigten Teilen mit Turm und Befestigung, um sie ab der ersten Nacht leichter gegen feindselige nichtjüdische Palästinenser verteidigen zu können.
An die Geschichte Tel ʿAmals und an die Turm-und-Palisaden-Siedlungen allgemein erinnert heute ein Museum auf dem Kibbuzgelände. Der Kibbuz hat seine wirtschaftlichen Grundlagen unter anderem in der Landwirtschaft und touristischen Einrichtungen; in unmittelbarer Nähe befindet sich der Nationalpark Gan haSchloscha.